# Gruschewka (Kaliningrad)
Gruschewka (russisch Грушевка, deutsch Sommerfeld) ist ein Ort in der russischen Oblast Kaliningrad und gehört zur Domnowskoje selskoje posselenije (Landgemeinde Domnowo) im Rajon Prawdinsk.

## Geographische Lage
Gruschewka liegt zwei Kilometer nördlich der russischen Fernstraße A 196 und ist auf einer Stichstraße von Koschewoje aus zu erreichen. Durch den Ort führt eine Nebenstraße, die von der Stelle der früheren Ortschaft Schwönau (russisch: Perewalowo) nahe Prawdinsk über die beiden jetzt namensgleichen Orte Semjonowo (Fuchsberg und  Marienhagen) bis zur Fernstraße R 508 bei Komsomolsk (Löwenhagen) führt. Eine Bahnanbindung besteht nicht.

## Geschichte
Am 11. Juni 1874 gehörte der Gutsbezirk und die Landgemeinde Sommerfeld zu den Orten, die den Amtsbezirk Lisettenfeld bildeten. Er gehörte zum Kreis Friedland (1927 umbenannt in Landkreis Bartenstein (Ostpr.)) im Regierungsbezirk Königsberg der preußischen Provinz Ostpreußen. 
Im Jahre 1910 gehörten zum Gutsbezirk Sommerfeld 55, zur Landgemeinde Sommerfeld 122 Einwohner. Bevor am 30. September 1928 der Gutsbezirk Sommerfeld in die Landgemeinde Sommerfeld eingegliedert wurde, fand am 4. Mai 1930 die Umbenennung des Amtsbezirks Lisettenfeld in „Amtsbezirk Schwönau“ statt. Die Einwohnerzahl Sommerfelds mit dem Ortsteil (Adlig) Beschluß belief sich 1933 auf 200 und 1939 auf 192. 
Als Folge des Zweiten Weltkrieges kam Sommerfeld mit dem nördlichen Ostpreußen zur Sowjetunion und erhielt 1950 den Namen „Gruschewka“. Bis zum Jahre 2009 war der Ort in den Poretschenski sowjet (Dorfsowjet Poretschje) eingegliedert. Seither ist Gruschewka – aufgrund einer Struktur- und Verwaltungsreform – eine als „Siedlung“ (russisch: possjolok) eingestufte Ortschaft der Domnowskoje selskoje posselenije (Landgemeinde Domnowo) im Rajon Prawdinsk.

## Kirche
Aufgrund seiner überwiegend evangelischen Bevölkerung war Sommerfeld bis 1945 in das Kirchspiel Stockheim eingepfarrt. Es gehörte mit der Ortschaft Beschluß zum Kirchenkreis Friedland, danach zum Kirchenkreis Bartenstein in der Kirchenprovinz Ostpreußen der Kirche der Altpreußischen Union. Letzter deutscher Geistlicher war Pfarrer Ernst Mölleken.
Heute liegt Gruschewka im Einzugsbereich der Kirchengemeinde Domnowo, die eine Filialgemeinde der Auferstehungskirche in Kaliningrad ist. Sie gehört zur Propstei Kaliningrad innerhalb der Evangelisch-Lutherischen Kirche Europäisches Russland (ELKER).